# Notropis rubellus
Notropis rubellus är en fiskart som först beskrevs av Louis Agassiz, 1850.  Notropis rubellus ingår i släktet Notropis och familjen karpfiskar. Inga underarter finns listade i Catalogue of Life.